# Drosophila atrata
Drosophila atrata är en tvåvingeart som beskrevs av Burla och Crodowaldo Pavan 1953. Drosophila atrata ingår i släktet Drosophila och familjen daggflugor.
Artens utbredningsområde är Brasilien.